# Sant Guim de la Plana
Sant Guim de la Plana è un comune spagnolo di 179 abitanti situato nella comunità autonoma della Catalogna.